# 1380
Évszázadok: 13. század – 14. század – 15. század
Évtizedek: 1330-as évek – 1340-es évek – 1350-es évek – 1360-as évek – 1370-es évek – 1380-as évek – 1390-es évek – 1400-as évek – 1410-es évek – 1420-as évek – 1430-as évek
Évek: 1375 – 1376 – 1377 – 1378 –  1379 – 1380 – 1381 – 1382 – 1383 – 1384 – 1385

## Események
- május 1. – VI. Haakon norvég királyt fia IV. Olaf követi a trónon (1387-ig uralkodik).
- Izland Norvégia részeként a dán korona uralma alá kerül.
- szeptember 8. – A kulikovói csatában I. Dmitrij moszkvai nagyfejedelem moszkvai nagyherceg serege a Don mellett megveri az Arany Horda seregét, megingatva ezzel a tatárok oroszországbeli hatalmát.[1]
- szeptember 16. – V. Károlyt fia VI. Károly követi a francia trónon (1422-ig uralkodik, de 1382-ig és 1392-től gyámság alatt áll).

## Születések
- február 11. – Poggio Bracciolini, itáliai humanista († 1459).
- november 27. – I. Ferdinánd aragóniai király († 1416).

## Halálozások
- április 29. – Sziénai Szent Katalin (* 1347).
- május 1. – VI. Haakon norvég király (* 1340).
- szeptember 16. – V. Károly francia király (* 1338).